# Конрадув (Сілезьке воєводство)
Конрадув (пол. Konradów) — село в Польщі, у гміні Бляховня Ченстоховського повіту Сілезького воєводства.
Населення — 457 осіб (2011).
У 1975-1998 роках село належало до Ченстоховського воєводства.

## Демографія
Демографічна структура станом на 31 березня 2011 року:
|          | Загалом | Допрацездатний вік | Працездатний вік | Постпрацездатний вік |
| -------- | ------- | ------------------ | ---------------- | -------------------- |
| Чоловіки | 226     | 48                 | 153              | 25                   |
| Жінки    | 231     | 40                 | 137              | 54                   |
| Разом    | 457     | 88                 | 290              | 79                   |